# John J. Hardin

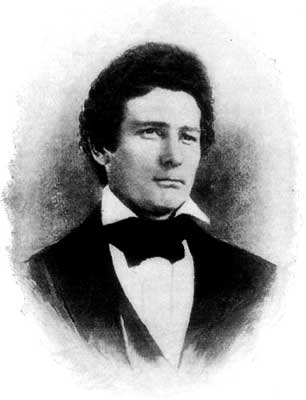
John J. Hardin

John Jay Hardin (* 6. Januar 1810 in Frankfort, Kentucky; † 23. Februar 1847 bei Buena Vista, Mexiko) war ein US-amerikanischer Politiker. Zwischen 1843 und 1845 vertrat er den Bundesstaat Illinois im US-Repräsentantenhaus.

## Werdegang
John Hardin war der Sohn von US-Senator Martin D. Hardin (1780–1823). Er erhielt eine klassische Ausbildung und studierte an der Transylvania University in Lebanon. Nach einem anschließenden Jurastudium und seiner 1831 erfolgten Zulassung als Rechtsanwalt begann er in Jacksonville (Illinois) in diesem Beruf zu arbeiten. Während des Black-Hawk-Krieges war er in den Jahren 1831 und 1832 Mitglied der Miliz von Illinois. Im Jahr 1844 kommandierte er als Brigadegeneral die Miliztruppen, die im Hancock County bei Gewalttätigkeiten zwischen den Mormonen und anderen Bürgern eingesetzt wurden. Später wurde er Generalmajor der Miliz. Im Jahr 1832 wurde Hardin Staatsanwalt im Morgan County. Politisch schloss er sich der Whig Party an. Zwischen 1836 und 1842 saß er als Abgeordneter im Repräsentantenhaus von Illinois.
Bei den Kongresswahlen des Jahres 1842 wurde Hardin im damals neu eingerichteten siebten Wahlbezirk von Illinois in das US-Repräsentantenhaus in Washington, D.C. gewählt, wo er am 4. März 1843 sein neues Mandat antrat. Da er im Jahr 1844 auf eine weitere Kandidatur verzichtete, konnte er bis zum 3. März 1845 nur eine Legislaturperiode im Kongress absolvieren. Diese Zeit war von den Spannungen zwischen Präsident John Tyler und den Whigs geprägt. Außerdem wurde damals bereits über eine mögliche Annexion der seit 1836 von Mexiko unabhängigen Republik Texas diskutiert.
Während des folgenden Mexikanisch-Amerikanischen Krieges stellte Hardin ein Infanterieregiment aus Illinois auf, das er im Rang eines Obersts selbst kommandierte. In dieser Eigenschaft fiel er in der Schlacht von Buena Vista am 23. Februar 1847.
Nach ihm ist Hardin County in Iowa benannt.